# ميلينا موسر
ميلينا موسر هي مدونة وكاتبة سيناريو وكاتِبة سويسرية، ولدت في 13 يوليو 1963 في زيورخ في سويسرا.

## وصلات خارجية
- الموقع الرسمي
- ميلينا موسر على موقع IMDb (الإنجليزية)
- ميلينا موسر على موقع مونزينجر (الألمانية)
- ميلينا موسر على موقع كينوبويسك (الروسية)